# Olajfafélék
Az olajfafélék (Oleaceae) az ajakosvirágúak (Lamiales) rendjébe tartozó növénycsalád. 24 nemzetség kb. 600 faja, közepes vízigényű (mezofita) fás szárú növények; cserjék, fák, néha liánok tartoznak ide. A rend alapi helyzetű családja. Virágaik sugarasak, gyakran hímnősek, általában négytagú csészével és pártával, két, pártára nőtt porzóval. Termésük lehet lependék, tok vagy bogyó, leveleik épek vagy páratlanul szárnyaltak.